# فرودگاه جزیره الور
فرودگاه جزیره الور (به انگلیسی: Alor Island Airport) (به زبان بومی: Bandar Udara Mali) یک فرودگاه با کد یاتا ARD است که یک باند فرود آسفالت دارد. این فرودگاه در کشور اندونزی قرار دارد .

## شرکت‌های هواپیمایی و مقصدهای پروازی
| شرکت‌های هواپیمایی | مقصدهای پروازی |
| ----------------- | -------------- |
| NAM Air           | ال تاری        |
| سوسی ایر          | هالیون         |
| TransNusa         | ال تاری        |
| وینگز ایر         | ال تاری        |